# Anna Tavano
Pour les articles homonymes, voir Tavano.
Anna Tavano, née le 5 octobre 1948 à La Garenne-Colombes (Seine) et mort le 18 décembre 2012 à Suresnes (Hauts-de-Seine), est une athlète handisport française.
Elle est médaillée de bronze du 1 500 m (catégorie T52) aux Jeux paralympiques d'été de 2000 à Sydney.
Elle est nommée au grade de chevalier de l'ordre national du Mérite le 22 novembre 2000